# 切斯瓦夫·米沃什

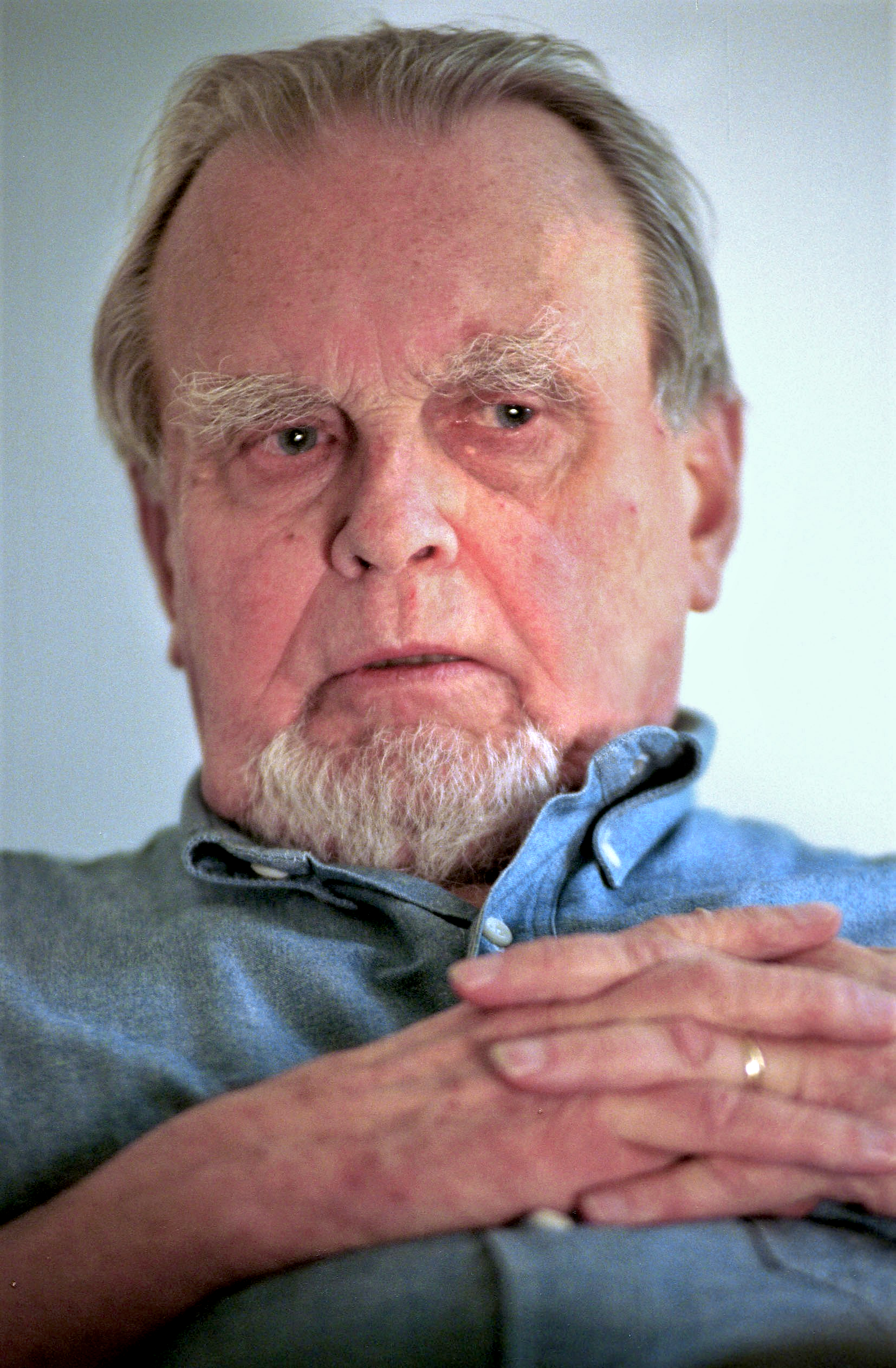
1999年的米沃什

切斯瓦夫·米沃什（1911年6月30日—2004年8月14日），生於今立陶宛，是波兰著名的诗人、翻译家、散文家和外交官，曾在1980年获诺贝尔文学奖。他也曾是波兰社会主义时期的持不同政见者。2004年逝於克拉科夫。

## 生平
米沃什1911年6月30日生于邻近立陶宛首都维尔诺的小镇塞特伊涅。父亲是一名从乡下移居城市的工程师，米沃什在童年期间随父亲到过俄国很多地方，他的小学、中学及大学都在维尔诺度过。早年在维尔诺上大学时，就因在校刊上发表诗歌而崭露头角。
二战结束后米沃什曾当过外交官，先后做过波兰驻美国、法国大使馆文化参赞。1951年米沃什在法国请求政治避难。1961年流亡美国，受聘于加利福尼亚大学伯克利分校，担任斯拉夫语言文学系教授。上世纪90年代初，米沃什返回波兰克拉科夫居住。
2004年8月14日上午，切斯瓦夫·米沃什因患循环系统疾病在波兰克拉科夫的家中逝世，享年93岁。

## 作品
- 第一本詩集《冰封的日子》。(引用 孟憲忠編著的《諾貝爾文學獎作家的人生之旅》230-232頁的內容)
- 第二本詩集《三個冬季》。「內容多是描寫波蘭人所受的苦難，預言波蘭將遭到災難，中歐文化將受浩劫。」(出處同上)
- 第二次世界大戰期間，這位詩人編選一部抗德詩集《無敵之歌》。(出處同上)
- 戰後米沃什發表近三十部作品，詩、散文、小說、論著都有。主要的詩集有《白晝之光》、《波別爾王和其他的詩》、《中魔的古喬》、《無名的城市》、《日出和日落之處》、《冬日鐘聲》、《詩選》、《新詩選》等。(出處同上)
- 小說創作方面，有《篡奪者》、《伊斯塞谷》等作品。(出處同上)
- 散文、小品文方面，有雜文《被禁錮的思想》、散文《威爾羅土地》等作。(出處同上)
- 自傳方面，有《吾土吾國》。(出處同上)
- 論文方面，有《波蘭文學史》、《大地之王》。 (出處同上)

## 作品的中譯
- 張曙光/譯，《切‧米沃什詩選》，石家莊市：河北教育，2002年。
- 西川、北塔/譯，《米沃什詞典》，北京市：生活‧讀書‧新知三聯書店出版，2004年。
- 諾貝爾文學獎全集編譯委員會/編，《伊利狄斯‧米瓦希》，台北市：九華出版，1994年。
- 乌兰 易丽君/译，《被禁锢的头脑》，桂林市：广西师范大学出版社，2013年3月。ISBN 9787549511211
- 烏蘭/譯，《被禁錮的心靈》，臺北市：傾向，2011.11，ISBN:978-986-85617-8-6